# Matča (čaj)
Matča (japonsko 抹茶, latinizirano: mattɕa; mandarinščina: [mwò.ʈʂʰǎ]; pinjin: mǒchá; korejsko 말차, malcha) je fino mlet prah posebej gojenih in predelanih listov zelenega čaja, ki se tradicionalno uživa v vzhodni Aziji. Rastline zelenega čaja, ki se uporabljajo za matčo, gojijo v senci tri do štiri tedne pred žetvijo; pri predelavi odstranijo peclje in žile. Med rastjo v senci rastlina čajevec (kamelija) (Camellia sinensis) proizvede več teanina in kofeina. Matča v obliki prahu se uživa drugače kot čajni listi ali čajne vrečke, saj je suspendirana v tekočini, običajno vodi ali mleku.
Tradicionalni japonski obred pitja čaja je osredotočen na pripravo, postrežbo in pitje matča kot vročega čaja in uteleša meditativno duhovnost. V sodobnem času se matča uporablja tudi za aromatiziranje in barvanje živil, kot so moči (もち, 餅) japonski rižev kolač in soba (そば ali 蕎麦, ajda) rezanci, sladoled iz zelenega čaja, matča mleko in različne japonske slaščice vagaši (和菓子, va-gaši). Matča, ki se uporablja v ceremonijah, se imenuje ceremonialna kakovost, kar pomeni, da je prah dovolj visoke kakovosti, da se lahko uporablja v čajni slovesnosti. Nižje kakovostna matča se imenuje kulinarična, vendar za matčo ne obstaja standardna industrijska definicija ali zahteve.
Mešanice matča dobijo poetična imena, znana kot čamei ("ime čaja"), bodisi s strani proizvodne plantaže, trgovine ali ustvarjalca mešanice ali velikega mojstra določene čajne tradicije. Ko mešanico poimenuje veliki mojster čajne slovesnosti, postane znana kot mojstrova konomi.

## Zgodovina
Na Kitajskem v času dinastije Tang (618–907) so čajne liste parili in jih oblikovali v čajne kocke za shranjevanje in trgovino. Čaj so pripravljali tako, da so ga pražili in zdrobili v prah, dobljeni čajni prah skuhali v vroči vodi in nato dodali sol. v času dinastije Song (960–1279) je postala priljubljena metoda priprave čaja v prahu iz na pari pripravljenih posušenih čajnih listov in priprave napitka s stepanjem čajnega prahu in vroče vode v skodeli.
Pripravo in uživanje čaja v prahu so Čan budisti oblikovali v ritual. Najzgodnejši obstoječi meniški zakonik Čan z naslovom Chanyuan Qinggui (Pravila čistosti za samostan Čan, 1103) podrobno opisuje bonton za čajne slovesnosti.
Zen budizem in metode priprave čaja v prahu je na Japonsko prinesel Eisai leta 1191. Na Japonskem je postal pomemben artikel v zen samostanih, od 14. do 16. stoletja pa so ga zelo cenili pripadniki višjih slojev družbe.

## Proizvodnja
Matča je narejen iz čajnih listov, gojenih v senci, ki se uporabljajo tudi za pripravo tipa gjokuro (japonsko 玉露, »rosa iz žada«). Priprava matče se začne več tednov pred obiranjem in lahko traja tudi do 20 dni, ko so čajni grmi pokriti, da preprečijo neposredno sončno svetlobo. To upočasni rast, spodbudi zvišanje ravni klorofila, obarva liste v temnejši odtenek zelene in povzroča nastajanje aminokislin, zlasti teanina. Če liste po obiranju zvijejo pred sušenjem, kot pri proizvodnji senče (煎茶), bo rezultat čaj gjokuro. Če pa liste položimo na ravno, da se posušijo, se nekoliko zdrobijo in postanejo znani kot tenča (碾茶). Nato lahko tenčo izluščijo, odstranijo peclje in jo na kamnu zmeljejo v fin, svetlo zelen prah, podoben smukcu, znan kot matča.
Mletje listov je počasen proces, saj se mlinska kamna ne smeta preveč segreti, da se ne spremeni aroma listov. Za mletje 30 gramov matče bo morda potrebna do ena ura.
V okusu matče prevladujejo njegove aminokisline. Najvišje stopnje matča imajo intenzivnejšo sladkost in globlji okus kot standardne ali bolj grobe vrste čaja, pridelanega pozneje v letu.

## Tenča
Tenča se nanaša na liste zelenega čaja, ki še niso bili zmleti v fin prah kot matča, saj se namesto tega listi pustijo sušiti, namesto da bi jih gnetli. Ker so celične stene listov še vedno nedotaknjene, kuhanje čaja tenča povzroči bledo zelen zvarek, ki ima bolj mehak okus v primerjavi z drugimi izvlečki zelenega čaja in samo najvišja stopnja listov tenča se lahko skuha do svojega polnega okusa. Listi tenča so polovico lažji od drugih čajnih listov, kot sta senča in gjokuro, zato večina zvarkov tenča zahteva dvojno število listov. Približno eno uro potrebujemo, da 40 do 70 g listov tenče zmeljemo v matčo, ta pa ne obdrži svoje svežine tako dolgo kot tenča v prahu, ker prah začne oksidirati. Japonski obred pitja čaja tradicionalno prepoveduje pitje in kuhanje tenče.

## Ocene
Komercialni vidiki, zlasti zunaj Japonske, vse bolj vidijo, da se matča trži glede na "razrede", kar kaže na kakovost.
Od naslednjih izrazov »ceremonialni razred« na Japonskem ni prepoznan, »prehrambeni razred« ali »kulinarični razred« pa sta.
- Ceremonialni razred označuje čaj za uporabo v čajnih obredih in budističnih templjih. Vse mora biti mogoče uporabiti v koiča (濃茶), »gostem čaju« z visokim deležem prahu in vode, ki se uporablja v tradicionalni čajni slovesnosti.
- Premium je visokokakovosten matča zeleni čaj, ki vsebuje mlade čajne lističe z vrha čajevca. Najboljše za vsakodnevno uživanje, odlikuje ga svež, subtilen okus, ki je običajno popoln tako za nove kot vsakodnevne pivce matče.
- Kuharski/kulinarični razred je najcenejši od vseh. Primeren za kuhanje, smutije itd. Je rahlo grenak zaradi dejavnikov, kot so pridelava iz listov nižje na čajevcu, terroirja, časa žetve ali postopka izdelave.

Na splošno je matča v primerjavi z drugimi oblikami zelenega čaja drag, čeprav je njegova cena odvisna od kakovosti. Višje stopnje so dražje zaradi proizvodnih metod in uporabljenih mlajših listov, zato imajo bolj nežen okus in so primernejše za uživanje kot čaj.
Tako kot druge oblike zelenega čaja imajo vse vrste matče potencialne koristi za zdravje in tveganja, povezana z rastlino Camellia sinensis (klinični dokazi pri ljudeh so še vedno omejeni), medtem ko se vsebnost hranil spreminja glede na podnebje, letni čas, hortikulturne prakse, sorto rastlin način pridelave in starost lista, to je lega lista na pobranem poganjku. Koncentracija katehina je močno odvisna od starosti listov (listni brst in prvi list sta najbogatejša z epigalokatehin galatom), vendar se ravni katehina močno razlikujejo tudi med sortami rastlin in tem, ali rastline gojijo v senci.
Študirali so kemično sestavo različnih vrst matče, rezultati pa so pokazali, da se je vsebnost kofeina, prostih aminokislin, teanina in vitamina C zmanjšala z nižjo ceno matče.
Druga študija je preučevala kemične sestavine tenče (iz katere je izdelan matča) in pokazala, da čaji višjega razreda vsebujejo večje količine skupnih aminokislin, teanina in drugih posameznih sestavin. Po drugi strani pa so čaji visoke stopnje vsebovali nižje količine skupnih katehinov kot čaji nižje stopnje (vsebnosti epigalokatehin (EGC) in epikatehin (EC) so bile večje v čajih nižje stopnje, medtem ko so vsebnosti epigalokatehin galata (EGCG) in epikatehin galata (ECG) ) se zdi, da ni v korelaciji s stopnjo čaja), s sklepom, da razmerje EGCG/EGC bolj učinkovito odraža kakovost matče kot EGC ali skupna vsebnost katehina. Razmerje med stopnjo tenče in vsebnostjo kofeina se je zdelo nizko. Vsebnost klorofila je bila večja v čajih višjega razreda z nekaj izjemami, verjetno povezanimi z močnim senčenjem, ki se uporablja za gojenje visokokakovostne tenče.
Študija je preučila tudi kemične sestavine ceremonialne stopnje matče, industrijske stopnje matče (nanaša se na čaje v prahu, ki se uporabljajo v živilski industriji in kuhanju ter so označene z matčo) in druge vzorce zelenega čaja v prahu (kot sta senča in gjokuro). Cene industrijske matče so bile ＞600 jenov/100 g, cene ceremonialne matče pa ＞3.000 jenov/100 g. Po drugi strani pa so bile cene zelenega čaja v prahu <600 jenov/100 g. Cene so se gibale od 8100 jenov/100 g (ceremonialna kakovost) do 170 jenov/100 g (senča v prahu). Za vzorce matče za čajne obrede je bila značilna visoka vsebnost teanina (>1,8 g/100 g) in visoka razmerja EGCG/EGC (>3,2 g/100 g). Po drugi strani pa je bila za industrijske vzorce matča in zelene čaje v prahu vsebnost teanina in razmerje EGCG/EGC <1,7 g/100 g oziroma <3,3 g/100 g. Vsebnost klorofila v matči za čajne obrede je bila >250 mg/100 g, v večini ostalih vzorcev pa <260 mg/100 g. Čeprav ni bilo ugotovljene razlike med vsebnostjo teanina in razmerji EGCG/EGC v industrijskem čaju matča in zelenem čaju v prahu, je bila vsebnost klorofila v industrijskem čaju običajno višja kot v zelenem čaju v prahu.

### Lokacija na čajnem grmu
Kje se na čajnem grmu nabirajo listi, namenjeni za tenčo, je bistvenega pomena za različne stopnje matče. Mladi razvijajoči se listi na vrhu rastline, ki so mehki in prožni, se uporabljajo za višje razrede matče, kar ima za posledico boljšo teksturo in okus. Za nižje razrede se uporabljajo starejši bolj razviti listi, ki jim dajejo peščeno strukturo in rahlo grenak okus.

### Priprava pred obdelavo
Tradicionalno so se listi senče sušili zunaj v senci in nikoli niso bili izpostavljeni neposredni sončni svetlobi; zdaj pa se je sušenje večinoma preselilo v notranje prostore. Kakovost matča je zaradi te obdelave živahno zelena.

### Brušenje kamna
Brez pravilne opreme in tehnike se matča lahko "zažge" in ima poslabšano kakovost. Običajno ga na Japonskem zmeljejo v fin prah z uporabo posebej zasnovanih mlinov iz granitnih kamnov. 

### Oksidacija
Oksidacija je tudi dejavnik pri določanju stopnje. Matča, ki je izpostavljena kisiku, lahko zlahka postane ogrožena. Oksidirana matča ima izrazit vonj po senu in motno rjavo-zeleno barvo.

## Tradicionalna priprava
Dva glavna načina priprave matča sta redka usuča (薄茶) in manj pogosta debela koiča (濃茶).
Pred uporabo se matča pogosto pretlači skozi sito, da se razbijejo grudice. Za ta namen so na voljo posebna sita, ki so običajno iz nerjavečega jekla in združujejo fino žično sito in posodo za začasno shranjevanje. Čaj skozi sito pretlačimo s posebno leseno lopatico ali pa na sito položimo majhen gladek kamen in napravo nežno pretresemo.
Če bo presejana matča postrežena na japonski čajni slovesnosti, jo bodo dali v majhen čajnik, znan kot čaki. V nasprotnem primeru ga lahko zajemamo neposredno iz sita v čavan.
Približno 2-4 grame matče damo v skodelo, tradicionalno z bambusovo zajemalko, imenovano čašaku in nato dodamo približno 60-80 ml vroče vode.
Medtem ko se drugi fini japonski čaji, kot je gjokuro, pripravljajo z vodo, ohlajeno na 40 °C, se na Japonskem matča običajno pripravlja z vodo tik pod vreliščem, ali okoli 70–85 °C ali 158–158 °C. Podobno se priporoča 185 °F.
Usuča ali redki čaj pripravimo s približno 1,75 g (kar znaša 1+1⁄2 zvrhane merice čašaku ali približno pol čajne žličke) matča in približno 75 ml vroče vode na porcijo, ki jo je mogoče stepati, da se speni ali ne, glede na želje pivca (ali glede na tradicijo določene šole čaja). Usuča ustvari lažji in nekoliko bolj grenak čaj.
Koiča ali gosti čaj zahteva bistveno več matča (običajno približno podvojitev praška in prepolovitev vode): približno 3,75 g (kar znaša 3 zvrhane merice čašaku ali približno eno čajno žličko) matča in 40 ml vroče vode na porcijo ali kar 6 čajnih žličk na 3⁄4 skodelice vode. Ker je nastala zmes bistveno gostejša (s podobno konsistenco kot tekoči med), njeno mešanje zahteva počasnejše mešanje, ki ne proizvaja pene. Koiča je običajno narejena iz dražjega matča iz starejših čajevcev (starejših od 30 let), tako da je blažji in slajši čaj kot usuča. Strežejo ga skoraj izključno kot del japonskih čajnih slovesnosti.
Mešanico vode in čajnega prahu stepajo do enotne konsistence z bambusovo metlico, znano kot časen. V tekočini ne sme biti grudic in na stenah posode ne sme ostati mlet čaj. Ker je matča lahko grenka, jo tradicionalno postrežejo z majhno sladico vagaši (ki jo je treba zaužiti pred pitjem), vendar brez dodanega mleka ali sladkorja. Običajno velja, da 40 g matča zagotavlja 20 skledic usuče ali 10 skledic koiče.

## Druga uporaba
Uporablja se v castella, mandžū in monaka; kot preliv za naribani led (kakigōri); zmešan z mlekom in sladkorjem kot pijača in zmešan s soljo ter uporabljen za aromatiziranje tempure v mešanici, znani kot matča-džio. Uporablja se tudi kot aroma v številnih zahodnjaških čokoladah, sladkarijah in sladicah, kot so torte in pecivo, vključno s švicarskimi žemljicami in sirovo torto, piškotki, pudingom, peno in sladoledom iz zelenega čaja. V trgovinah se prodaja zamrznjeni jogurt matča in ga lahko naredite doma iz grškega jogurta. Japonska prigrizka Pocky in Kit Kats imata različici z okusom matča. Lahko ga vmešamo tudi v druge oblike čaja. Na primer, doda se genmaiča, da nastane matča-iri genmaiča (dobesedno, pražen rjavi riž in zeleni čaj z dodano matča).
Uporaba matča v sodobnih pijačah se je razširila tudi v severnoameriške kavarne, kot je Starbucks, ki je predstavil "green tea lattes" in druge pijače z okusom matča, potem ko je postal uspešen v svojih trgovinah na Japonskem. Tako kot na Japonskem so ga vključili v kavo z mlekom, ledene pijače, mlečne napitke in smutije.
- Sladoled matča v restavraciji v Tokiu
- Matča torta
- Ča-soba suši zvitek
- Matča nitro cold brew, prelit s stepeno smetano
- Matča čaj z mlekom

## Osnovna posoda za čaj matča
Oprema, ki je potrebna za izdelavo matča je:
Čajna skleda (茶碗, čavan)
Dovolj velika, da se zmeša fin čaj v prahu približno 120 mililitrov
Metlica za čaj (茶筅, časen)
Bambusova metlica s finimi ščetinami za stepanje čajne pene
Čajna žlička (茶杓, čašaku, imenovana tudi čajna zajemalka)
Bambusova žlica za merjenje čaja v prahu v skledo za čaj (ni isto kot zahodnjaška čajna žlička)
Čajna posoda (棗, nacume)
Posoda za čaj matča v prahu
Čajna krpa (茶巾, čakin)
Majhna bombažna krpa za čiščenje čajne posode med čajno slovesnostjo

## Učinek na zdravje
Ker je matča koncentrirana oblika zelenega čaja, navdušenci že stoletja trdijo, da ima močnejše zdravstvene koristi, povezane z zelenim čajem. Kofein je v matča bolj koncentriran, vendar je glavna sestavina, za katero se pričakuje, da ima učinek zmanjševanja stresa, teanin. Teanin je najbolj zastopana aminokislina v zelenem čaju in skupaj z jantarno kislino, galno kislino in teogalinom daje matči umami okus. V primerjavi s tradicionalnim zelenim čajem je treba pri proizvodnji matča čajne liste zaščititi pred sončno svetlobo. Posledica senčenja je povečanje kofeina, skupnih prostih aminokislin, vključno s teaninom, vendar tudi zmanjša kopičenje flavonoidov (katehinov) v listih.
Učinke teanina na zmanjševanje stresa so testirali na japonski univerzi Shizuoka, šola za farmacevtske znanosti, kjer so študije pokazale, da so laboratorijske miši, ki so zaužile več kot 33 mg/kg matča, znatno zmanjšale nadledvično hipertrofijo, simptom, ki kaže občutljivost na stres. Fakulteta za farmacevtske vede je prav tako testirala učinke zmanjševanja stresa na študente in potrdila, da so imeli študenti, ki so zaužili 3 grame matča v 500 ml vode sobne temperature, zmanjšano anksioznost (State-Trait Anxiety Inventory ali STAI), kot študenti, ki so zaužili placebo.